# Bahnhof Burg (Spreewald)
Der Bahnhof Burg (Spreewald) ist ein ehemaliger Bahnhof im Spreewaldort Burg. Seit Stilllegung der Spreewaldbahn im Jahr 1970 ist er nicht mehr als Bahnhof in Betrieb. Derzeit besteht im unter Denkmalschutz stehenden Bahnhofsgebäude eine gastronomische Nutzung.

## Geschichte
Der Bahnhof entstand 1898 im Zuge des Baus der Spreewaldbahn, einer Schmalspurbahn, die von Lübben über Burg nach Cottbus führte. Die Einweihung des Bahnhofs fand am 29. Juni 1898 statt. Das Empfangsgebäude ist in Sockel und Erdgeschoss in Massivbauweise, in Dachgeschoss und Turm als Fachwerkbau ausgeführt und ist mit einem Schopfwalmdach gedeckt; die kleinen Dachhäuschen tragen Walmdächer. An den Windlatten ist das Motiv des Schlangenkönigs angebracht.
Rund 70 Jahre diente das Gebäude seinem ursprünglichen Zweck, mit der Stilllegung der Spreewaldbahn am 3. Januar 1970 ging diese Funktion verloren. Es wurde zur Gaststätte und Pension umgenutzt, die in ihrer heutigen Form seit 1995 besteht. Anknüpfend an die Geschichte des Hauses stehen auf den Bahnsteiggleisen historische Eisenbahnwaggons. Der Gastraum ist mit Utensilien und Schildern aus der Eisenbahngeschichte ausgestaltet. Modelleisenbahn-Züge nehmen Bestellungen für Getränke entgegen und bringen diese an die Tische.